# Ballycumber
Ballycumber (iriska: Béal Átha Chomair) är en ort i republiken Irland.   Den ligger i grevskapet Uíbh Fhailí och provinsen Leinster, i den centrala delen av landet, 100 km väster om huvudstaden Dublin. Ballycumber ligger 48 meter över havet och antalet invånare är 219.
Terrängen runt Ballycumber är platt, och sluttar söderut. Runt Ballycumber är det glesbefolkat, med 19 invånare per kvadratkilometer. Närmaste större samhälle är Tullamore, 14,0 km öster om Ballycumber. Trakten runt Ballycumber består i huvudsak av gräsmarker.